# NGC 3342
NGC 3342 este o galaxie situată în constelația . A fost descoperită în  de către William Herschel.